# W54

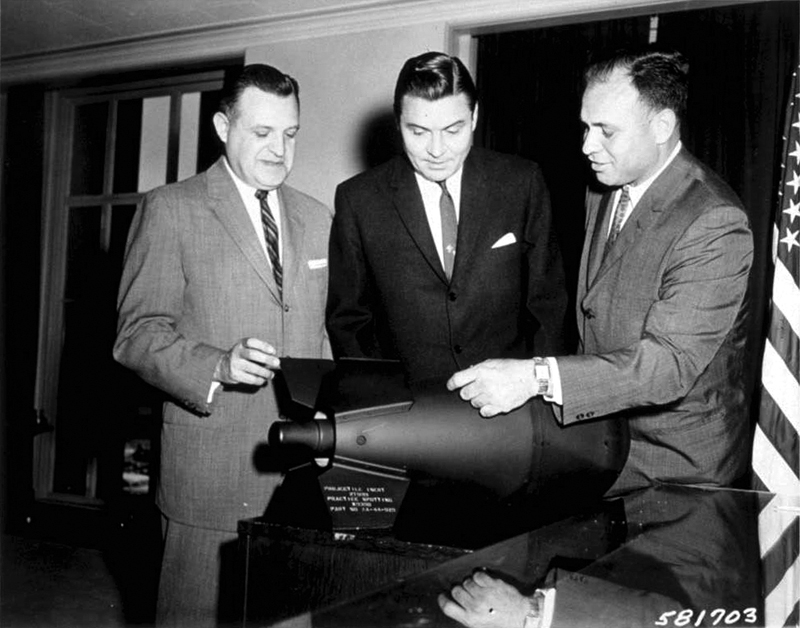
Funcionarios estadounidenses observando una ojiva nuclear W54, tal como se utiliza en el Davy Crockett. Nótese el tamaño inusualmente pequeño de la ojiva.

La W54 fue una de las ojivas nucleares más pequeñas y menos potentes desplegadas por Estados Unidos. 

## Desarrollo
La W54 fue diseñada por el laboratorio científico de Los Álamos y construido por la Comisión de Energía Atómica de Estados Unidos. Alrededor de 400 unidades fueron fabricadas desde 1961 hasta principios de 1962, y se hizo uso de ellas hasta 1971.

## Especificaciones
Las cuatro variantes que se fabricaron compartían el mismo núcleo básico de unos 27 cm de diámetro, alrededor de 40 cm de largo y con un peso de aproximadamente 23 kg.

## Uso conocido
En principio se diseñaron para ser usadas por los soldados del Ejército estadounidense como proyectiles para bazuca. Las primeras versiones tenían suficiente potencia como para destruir dos manzanas de viviendas, con un desempeño similar al de 10 toneladas de TNT. Más tarde se desarrollaron versiones con desempeño de entre 10 y 250 toneladas de TNT. Aunque de poca potencia explosiva en comparación con las armas nucleares de mayor tamaño, cuyos efectos se miden en miles de toneladas de TNT (kilotón), en comparación con los explosivos convencionales la diferencia aún era bastante grande. Por ejemplo; la versión más pequeña de la W54 (10 toneladas de TNT) es de dos a cuatro veces más potente que la que se utilizó en el atentado de Oklahoma en 1995.

## Modelos
Hubo cuatro modelos conocidos de la W54. Cada uno tenía diferente potencia aunque estaban basados en el mismo diseño base.
- Mk-54 — de 10 a 20 toneladas de TNT de potencia. Era empleada con el Davy Crockett
- Mk-54 (MADM) — Potencia variable de 10 toneladas hasta 1 kilotón. Equipo portátil para ser usado en demoliciones.
- W-54 — Potencia de 250 toneladas. Para ser usado en un misil aire-aire AIM-26 Falcon.
- W-72 — Potencia de 600 toneladas. Se usó en el misil aire-tierra AGM-62 Walleye.